# Wereldkampioenschappen kunstschaatsen junioren 2009
De Wereldkampioenschappen kunstschaatsen junioren 2009 werden van 24 februari tot en met 1 maart gehouden in Sofia, Bulgarije. Oorspronkelijk was Ostrava, Tsjechië de gaststad waar de kampioenschappen zouden plaatsvinden. Het was voor de derde keer na 2001 en 2008 deze kampioenschappen in Sofia en Bulgarije plaatsvonden.
| Programma | Programma           | Programma            | Programma             | Programma           | Programma            | Programma      |
| --------- | ------------------- | -------------------- | --------------------- | ------------------- | -------------------- | -------------- |
|           | dinsdag 24 februari | woensdag 25 februari | donderdag 26 februari | vrijdag 27 februari | zaterdag 28 februari | zondag 1 maart |
| Paren     | korte kür           | lange kür            |                       |                     |                      | Gala           |
| Mannen    |                     | korte kür            | lange kür             |                     |                      | Gala           |
| IJsdansen | verplichte kür      |                      | originele kür         | lange kür           |                      | Gala           |
| Vrouwen   |                     |                      |                       | korte kür           | lange kür            | Gala           |

## Deelname
Elk lid van de ISU kon één schaatser/één paar aanmelden per discipline. Extra startplaatsen (met en maximum van drie per discipline) zijn verdiend op basis van de eindklasseringen op het WK junioren van 2008
Vanwege het grote aantal deelnemers kwalificeert alleen de beste vierentwintig in de individuele disciplines en de beste twintig bij de paren zich voor de vrije kür, na het korte programma. Bij het IJsdansen kwalificeren de beste dertig van de verplichte dans zich voor de klassieke dans. Hierna vallen weer zes koppels af, zodat er vierentwintig koppels de vrije dans rijden.
De wedstrijd stond open voor deelnemers die op 1 juli 2008 ten minste 13 jaar en niet ouder dan 18 jaar waren. Voor de mannelijke helft bij de paren en ijsdansers gold de leeftijd van maximaal 21 jaar. Medailles waren er te verdienen in de disciplines jongens individueel, meisjes individueel, paarrijden en ijsdansen.
Uit België nam Ruben Blommaert voor de tweede keer deel bij de jongens en debuteerde Laurie Lougsmai bij de meisjes. Uit Nederland namen Boyito Mulder bij de jongens en Manouk Gijsman bij de meisjes beide voor de tweede keer deel. De in Canada geboren Marylie Jorg / Benjamin Koenderink kwamen voor Nederland uit bij het paarrijden.

### Deelnemende landen
Uit 49 landen namen deelnemers aan deze kampioenschappen deel, zij zouden samen 146 startplaatsen invullen.
(Tussen haakjes het totaal aantal startplaatsen over de vier disciplines.)
| Verenigde Staten (11) Canada (9) Rusland (9) China (6) Frankrijk (6) Italië (5) Oekraïne (5) Tsjechië (5) Duitsland (4) Estland (4) | Finland (4) Japan (4) Polen (4) Slowakije (4) Zwitserland (4) Australië (3) Bulgarije (3) Verenigd Koninkrijk (3) Litouwen (3) Nederland (3) | Spanje (3) Wit-Rusland (3) Zweden (3) Armenië (2) België (2) Georgië (2) Griekenland (2) Hongarije (2) Israël (2) Kroatië (2) | Nieuw-Zeeland (2) Oostenrijk (2) Taiwan (2) Turkije (2) Zuid-Korea (2) Andorra (1) Bosnië en Herzegovina (1) Denemarken (1) Hongkong (1) Kazachstan (1) | Letland (1) Mexico (1) Noorwegen (1) Filipijnen (1) Roemenië (1) Servië (1) Singapore (1) Slovenië (1) Oezbekistan (1) |

## Medaille verdeling
| Discipline | Goud ·                                       | Zilver ·                                | Brons ·                                   |
| ---------- | -------------------------------------------- | --------------------------------------- | ----------------------------------------- |
| Jongens    | Adam Rippon                                  | Michal Březina                          | Artem Grigoriev                           |
| Meisjes    | Alena Leonova                                | Caroline Zhang                          | Ashley Wagner                             |
| Paren      | Ljoebov Iljoesjetsjkina / Nodari Maisoeradze | Anastasia Martiusheva / Aleksej Rogonov | Marissa Castelli / Simon Shnapir          |
| IJsdansen  | Madison Chock / Greg Zuerlein                | Maia Shibutani / Alex Shibutani         | Jekaterina Riazanova / Jonathan Guerreiro |

## Uitslagen
| #                | naam                   | land                      | punten | korte kür | lange kür |
| ---------------- | ---------------------- | ------------------------- | ------ | --------- | --------- |
| Goud             | Adam Rippon            | Vlag van Verenigde Staten | 222.00 | 1         | 1         |
| Zilver           | Michal Březina         | Vlag van Tsjechië         | 204.88 | 2         | 2         |
| Brons            | Artem Grigoriev        | Vlag van Rusland          | 184.40 | 4         | 3         |
| 4                | Denis Ten              | Vlag van Kazachstan       | 183.77 | 5         | 4         |
| 5                | Curran Oi              | Vlag van Verenigde Staten | 182.89 | 3         | 7         |
| 6                | Yang Chao              | Vlag van China            | 177.86 | 7         | 6         |
| 7                | Song Nan               | Vlag van China            | 175.44 | 10        | 5         |
| 8                | Elladj Balde           | Vlag van Canada           | 170.76 | 8         | 8         |
| 9                | Kevin Reynolds         | Vlag van Canada           | 169.36 | 6         | 10        |
| 10               | Ross Miner             | Vlag van Verenigde Staten | 164.80 | 9         | 9         |
| 11               | Nikolai Bondar         | Vlag van Oekraïne         | 161.93 | 13        | 11        |
| 12               | Yuzuru Hanyu           | Vlag van Japan            | 161.77 | 11        | 13        |
| 13               | Alexander Majorov      | Vlag van Zweden           | 154.06 | 12        | 16        |
| 14               | Denis Wieczorek        | Vlag van Duitsland        | 153.73 | 15        | 15        |
| 15               | Florent Amodio         | Vlag van Frankrijk        | 153.70 | 19        | 12        |
| 16               | Stanislav Kovalev      | Vlag van Rusland          | 151.93 | 18        | 14        |
| 17               | Peter Reitmayer        | Vlag van Slowakije        | 150.85 | 14        | 17        |
| 18               | Mark Vaillant          | Vlag van Frankrijk        | 145.90 | 16        | 20        |
| 19               | Javier Raya            | Vlag van Spanje           | 144.19 | 17        | 19        |
| 20               | Petr Coufal            | Vlag van Tsjechië         | 143.45 | 21        | 18        |
| 21               | Ruben Errampalli       | Vlag van Italië           | 133.03 | 24        | 21        |
| 22               | Kim Min-seok           | Vlag van Zuid-Korea       | 129.87 | 23        | 22        |
| 23               | Viktor Romanenkov      | Vlag van Estland          | 124.09 | 20        | 23        |
| 24               | Matthew Precious       | Vlag van Australië        | 121.93 | 22        | 24        |
| 25               | Pavel Petrov Savinov * | Vlag van Bulgarije        | 88.59  | 37        | 25        |
| Alleen korte kür |                        |                           |        |           |           |
| 29               | Ruben Blommaert        | Vlag van België           | 43.12  | 28        |           |
| 39               | Boyito Mulder          | Vlag van Nederland        | 29.71  | 39        |           |

| #                | naam                   | land                         | punten | korte kür | lange kür |
| ---------------- | ---------------------- | ---------------------------- | ------ | --------- | --------- |
| Goud             | Alena Leonova          | Vlag van Rusland             | 157.18 | 3         | 2         |
| Zilver           | Caroline Zhang         | Vlag van Verenigde Staten    | 154.67 | 10        | 1         |
| Brons            | Ashley Wagner          | Vlag van Verenigde Staten    | 152.57 | 2         | 3         |
| 4                | Joshi Helgesson        | Vlag van Zweden              | 139.89 | 4         | 6         |
| 5                | Katrina Hacker         | Vlag van Verenigde Staten    | 139.68 | 5         | 4         |
| 6                | Elene Gedevanisjvili   | Vlag van Georgië             | 138.32 | 1         | 11        |
| 7                | Sarah Hecken           | Vlag van Duitsland           | 135.83 | 9         | 5         |
| 8                | Ivana Reitmajerova     | Vlag van Slowakije           | 129.40 | 6         | 8         |
| 9                | Oksana Gozeva          | Vlag van Rusland             | 126.70 | 15        | 7         |
| 10               | Isabel Drescher        | Vlag van Duitsland           | 126.65 | 8         | 10        |
| 11               | Francesca Rio          | Vlag van Italië              | 122.70 | 7         | 12        |
| 12               | Maé-Bérénice Méité     | Vlag van Frankrijk           | 122.53 | 16        | 9         |
| 13               | Diane Szmiett          | Vlag van Canada              | 119.09 | 12        | 15        |
| 14               | Miriam Ziegler         | Vlag van Oostenrijk          | 116.20 | 19        | 13        |
| 15               | Svetlana Issakova      | Vlag van Estland             | 115.14 | 18        | 14        |
| 16               | Haruka Imai            | Vlag van Japan               | 113.24 | 17        | 16        |
| 17               | Chaochih Liu           | Vlag van Taiwan              | 112.49 | 13        | 18        |
| 18               | Bingwa Geng            | Vlag van China               | 111.71 | 11        | 21        |
| 19               | Eleonora Vinnichenko   | Vlag van Oekraïne            | 110.66 | 20        | 17        |
| 20               | Sonia Lafuente         | Vlag van Spanje              | 109.27 | 14        | 22        |
| 21               | Kathryn Kang           | Vlag van Canada              | 104.82 | 23        | 20        |
| 22               | Kwak Min-jung          | Vlag van Zuid-Korea          | 103.69 | 24        | 19        |
| 23               | Karly Robertsen        | Vlag van Verenigd Koninkrijk | 102.53 | 22        | 23        |
| 24               | Katsiarina Pakhamovich | Vlag van Wit-Rusland         | 88.50  | 21        | 25        |
| 25               | Stefanie Pechlaner *   | Vlag van Bulgarije           |        | 44        | 24        |
| Alleen korte kür |                        |                              |        |           |           |
| 28               | Manouk Gijsman         | Vlag van Nederland           | 37.44  | 27        |           |
| 49               | Laurie Lougsami        | Vlag van België              | 26.72  | 49        |           |

| #                | naam                                       | land                         | punten | korte kür | lange kür |
| ---------------- | ------------------------------------------ | ---------------------------- | ------ | --------- | --------- |
| Goud             | Ljoebov Iljoesjetsjkina Nodari Maisoeradze | Vlag van Rusland             | 144.32 | 1         | 2         |
| Zilver           | Anastasia Martiusheva Aleksej Rogonov      | Vlag van Rusland             | 138.59 | 11        | 1         |
| Brons            | Marissa Castelli Simon Shnapir             | Vlag van Verenigde Staten    | 137.47 | 2         | 4         |
| 4                | Paige Lawrence Rudi Swiegers               | Vlag van Canada              | 137.07 | 4         | 3         |
| 5                | Jekaterina Sheremetieva Mikhail Kuznetsov  | Vlag van Rusland             | 134.80 | 3         | 5         |
| 6                | Maddison Bird Raymond Schultz              | Vlag van Canada              | 127.63 | 6         | 6         |
| 7                | Narumi Takahashi Mervin Tran               | Vlag van Japan               | 126.64 | 8         | 7         |
| 8                | Zhang Yue Wang Lei                         | Vlag van China               | 125.30 | 7         | 8         |
| 9                | Brynn Carman Chris Knierim                 | Vlag van Verenigde Staten    | 124.93 | 9         | 9         |
| 10               | Anais Morand Antoine Dorsaz                | Vlag van Zwitserland         | 123.60 | 5         | 10        |
| 11               | Cheng Duo Gao Yu                           | Vlag van China               | 119.73 | 10        | 11        |
| 12               | Maria Sergejeva Ilja Glebov                | Vlag van Estland             | 116.38 | 12        | 12        |
| 13               | Krystyna Klimczak Janusz Karweta           | Vlag van Polen               | 107.81 | 14        | 13        |
| 14               | Camille Foucher Bruno Massot               | Vlag van Frankrijk           | 104.26 | 13        | 15        |
| 15               | Carolina Gillespie Daniel Aggiano          | Vlag van Italië              | 101.43 | 15        | 14        |
| 16               | Gabriela Cermanova Martin Hanulak          | Vlag van Slowakije           | 101.08 | 16        | 16        |
| 17               | Alexandra Herbríková Lukas Ovcacek         | Vlag van Tsjechië            | 98.26  | 17        | 17        |
| 18               | Marylie Jorg Benjamin Koenderink           | Vlag van Nederland           | 97.63  | 18        | 18        |
| 19               | Rie Aoi Wen Xiong Guo                      | Vlag van Hongkong            | 91.28  | 20        | 19        |
| 20               | Anna Chnytsjenkova Sergei Kulbach          | Vlag van Oekraïne            | 87.81  | 19        | 20        |
| Alleen korte kür |                                            |                              |        |           |           |
| 21               | Tameron Drake Edward Alton                 | Vlag van Verenigd Koninkrijk | 30.82  | 21        |           |

| #      | naam                                    | land                         | punten | verplichte kür | originele kür | vrije kür |
| ------ | --------------------------------------- | ---------------------------- | ------ | -------------- | ------------- | --------- |
| Goud   | Madison Chock Greg Zuerlein             | Vlag van Verenigde Staten    | 172.55 | 1              | 1             | 1         |
| Zilver | Maia Shibutani Alex Shibutani           | Vlag van Verenigde Staten    | 162.15 | 5              | 4             | 2         |
| Brons  | Jekaterina Riazanova Jonathan Guerreiro | Vlag van Rusland             | 161.80 | 7              | 2             | 3         |
| 4      | Madison Hubbell Keiffer Hubbell         | Vlag van Verenigde Staten    | 161.34 | 2              | 3             | 4         |
| 5      | Kharis Ralph Asher Hill                 | Vlag van Canada              | 152.76 | 4              | 6             | 5         |
| 6      | Jekaterina Pushkash Dmitri Kiselov      | Vlag van Rusland             | 150.21 | 3              | 5             | 9         |
| 7      | Karen Routhier Eric Saucke-Lacelle      | Vlag van Canada              | 149.50 | 6              | 8             | 6         |
| 8      | Lucie Myslivečková Matěj Novák          | Vlag van Tsjechië            | 146.04 | 11             | 7             | 10        |
| 9      | Lorenza Alessandrini Simone Vatari      | Vlag van Italië              | 145.61 | 10             | 9             | 8         |
| 10     | Tera Findlay Benoit Richard             | Vlag van Frankrijk           | 147.17 | 13             | 10            | 7         |
| 11     | Marina Antipova Artem Kudashev          | Vlag van Rusland             | 138.86 | 8              | 13            | 12        |
| 12     | Tarrah Harvey Keith Gagnon              | Vlag van Canada              | 138.38 | 12             | 12            | 11        |
| 13     | Alisa Agafonova Dmitri Dun              | Vlag van Oekraïne            | 134.86 | 9              | 11            | 14        |
| 14     | Xueting Guan Meng Wang                  | Vlag van China               | 124.32 | 15             | 25            | 13        |
| 15     | Nikki Georgiadis Graham Hockley         | Vlag van Griekenland         | 121.32 | 18             | 16            | 15        |
| 16     | Sonja Pauli Tobias Eisenbauer           | Vlag van Oostenrijk          | 121.07 | 17             | 18            | 17        |
| 17     | Nikola Visnova Lukas Csolley            | Vlag van Slowakije           | 121.03 | 20             | 15            | 16        |
| 18     | Genieve Deutch Lukas Csolley            | Vlag van Verenigd Koninkrijk | 120.97 | 14             | 14            | 22        |
| 19     | Charlène Guignard Guillaume Paulmier    | Vlag van Frankrijk           | 119.88 | 16             | 19            | 18        |
| 20     | Paola Amati Marco Fabbri                | Vlag van Italië              | 115.66 | 21             | 23            | 20        |
| 21     | Dora Toroczi Balasz Major               | Vlag van Hongarije           | 115.16 | 24             | 24            | 19        |
| 22     | Dominique Dieck Michael Zenkner         | Vlag van Duitsland           | 114.29 | 22             | 21            | 21        |
| 23     | Anastasia Galyeva Alexei Shumski        | Vlag van Oekraïne            | 113.04 | 19             | 17            | 23        |
| 24     | Oksana Klimova Sasha Palomäki           | Vlag van Finland             | 111.22 | 23             | 20            | 24        |
| 25     | Lora Semova Dimitar Lichev *            | Vlag van Bulgarije           | 99.11  | 29             | 29            | 25        |

Medaillewinnaars

Jongens · 
Meisjes · 
Paren · 
IJsdansen

 Toernooi

1976 · 
1977 · 
1978 · 
1979 · 
1980 · 
1981 · 
1982 · 
1983 · 
1984 · 
1985 · 
1986 · 
1987 · 
1988 · 
1989 · 
1990 · 
1991 · 
1992 · 
1993 · 
1994 · 
1995 · 
1996 · 
1997 · 
1998 · 
1999 · 
2000 · 
2001 · 
2002 · 
2003 · 
2004 · 
2005 · 
2006 · 
2007 · 
2008 · 
2009 · 
2010 ·
2011 ·
2012 ·
2013 ·
2014 ·
2015 ·
2016 ·
2017 ·
2018 ·
2019 · 
2020

 ISU-kampioenschappen

WK kunstschaatsen · 
EK kunstschaatsen · 
Viercontinentenkampioenschap · 
Olympische Spelen